# Gmina Walim
Gmina Walim je polská vesnická gmina v  okrese Valbřich v Dolnoslezském vojvodství. Sídlem gminy je obec Walim. V roce 2020 zde žilo 5 392 obyvatel.
Gmina má rozlohu 79,1 km² a zabírá 18,4 % rozlohy okresu. Skládá se z 9 starostenství.

## Části gminy
Starostenství
Dziećmorowice, Glinno, Jugowice, Michałkowa, Niedźwiedzica, Olszyniec, Rzeczka, Walim, Zagórze Śląskie